# لزاق الذهب
لزاق الذهب أو الكريزوكولا (بالإنجليزية: Chrysocolla)‏ يوجد على شكل قشرة ذات لون أخضر فاتح أو أزرق وقد يوجد على شكل مجموعات متلاصقة تشبه العناقيد والبللورات التي تنمو مع الكوارتز وعين الهر ( حجر لبني كريم متغير الألوان) عادة ما تكون أكثر المجوهرات استخدامًا.

## خصائصه
- التركيب البللوري : أحادي الميل .
- المكونات : سيليكات النحاس المائية .
- درجة الصلابة :2 .
- الجاذبية النوعية :2.20
- معامل الانكسار : 1.57 – 1.63
- الانكسار المزدوج :0.030
- اللمعان : دهني إلى زجاجي

## تواجده
يوجد في مناطق تعدين النحاس وبخاصة شيلي وجمهوريات الإتحاد السوفييتي السابق وزائير , وأيضاً في سلطنة عُمان تم العثور عليه مؤخراً في إحدى جبال ولاية ينقل بكميات كبيرة من قِبل المنقب وليد عبدالرحمن حمدان البلوشي  ويشتهر حجر إيلات ( الذي ينمو مع الملاكيت والتراكوز ), بإنه يأتي من مناجم الملك سليمان

## معرض صور

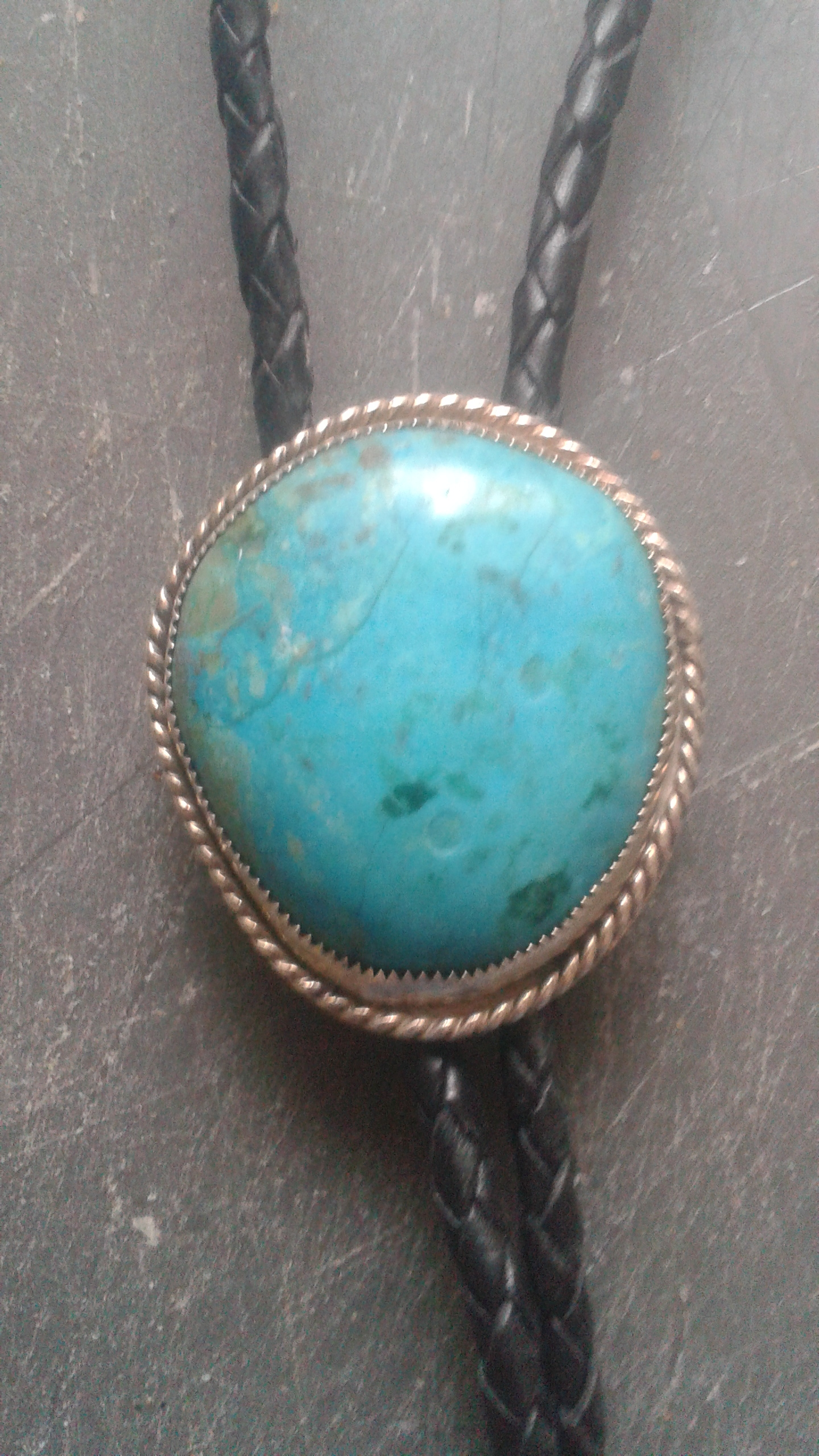
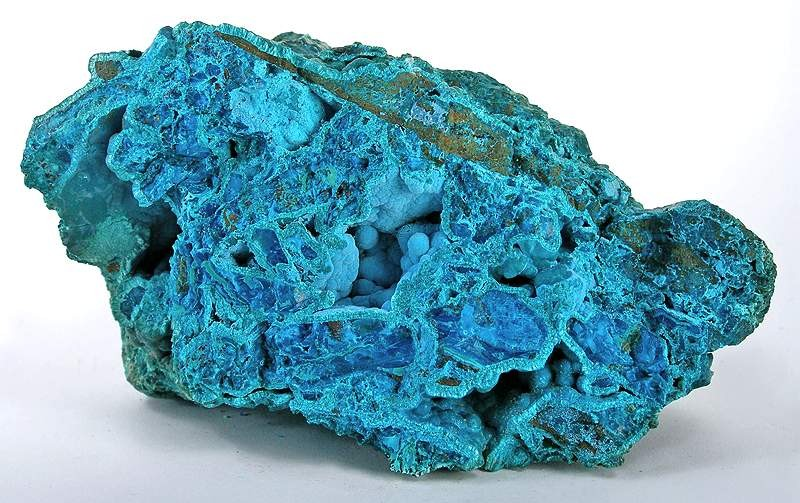
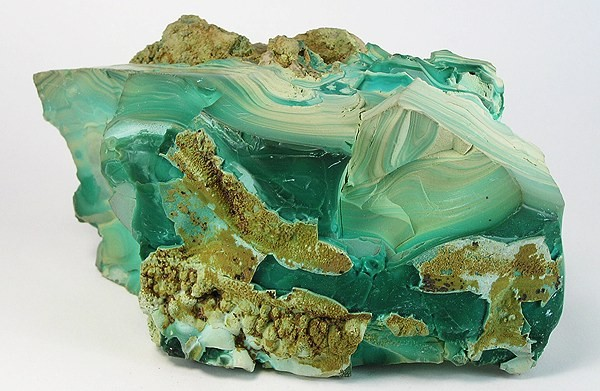